# Brigitte Haas
Brigitte Haas, née en 1964 à Vaduz, est une juriste et femme politique liechtensteinoise. Membre de l'Union patriotique, elle est cheffe du gouvernement depuis le 10 avril 2025.

## Biographie
De 2019 à 2025, elle est directrice générale de la chambre de commerce et d'industrie du Liechtenstein.
Lors des élections législatives de 2025, Brigitte Hass est la tête de liste de l'Union patriotique, qui arrive en première position avec 38,32 % des suffrages. Le 10 avril suivant, elle est élue cheffe du gouvernement de la principauté, obtenant 18 voix sur les 25 députés du Landtag puis investie dans ses fonctions. Elle est la première femme à occuper cette fonction. Comme celui de son prédécesseur, son gouvernement est formé d'une coalition entre l'Union patriotique (VU) et le Parti progressiste des citoyens (FBP).